# Filain (Haute-Saône)
Pour les articles homonymes, voir Filain.
Filain est une commune française située dans le département de la Haute-Saône, la région culturelle et historique de Franche-Comté et la région administrative Bourgogne-Franche-Comté.

## Géographie
À 15 km de Vesoul, 42 km de Besançon et 70 km de Sochaux et Montbéliard.
| Vallerois-Lorioz et Vellefaux | Neurey-lès-la-Demie |                       |
| Échenoz-le-Sec                | Filain              | Dampierre-sur-Linotte |
| Authoison                     |                     | Vy-lès-Filain         |

### Climat
Pour des articles plus généraux, voir Climat de la Bourgogne-Franche-Comté et Climat de la Haute-Saône.
En 2010, le climat de la commune est de type climat de montagne, selon une étude du Centre national de la recherche scientifique s'appuyant sur une série de données couvrant la période 1971-2000. En 2020, Météo-France publie une typologie des climats de la France métropolitaine dans laquelle la commune est exposée à un climat semi-continental et est dans la région climatique  Lorraine, plateau de Langres, Morvan, caractérisée par un hiver rude (1,5 °C), des vents modérés et des brouillards fréquents en automne et hiver.
Pour la période 1971-2000, la température annuelle moyenne est de 10,1 °C, avec une amplitude thermique annuelle de 17,2 °C. Le cumul annuel moyen de précipitations est de 1 109 mm, avec 13 jours de précipitations en janvier et 10 jours en juillet. Pour la période 1991-2020, la température moyenne annuelle observée sur la station météorologique de Météo-France la plus proche, « Frotey_sapc », sur la commune de Frotey-lès-Vesoul à 12 km à vol d'oiseau, est de 11,2 °C et le cumul annuel moyen de précipitations est de 914,2 mm. 
La température maximale relevée sur cette station est de 38,5 °C, atteinte le 25 juillet 2019 ; la température minimale est de −14,9 °C, atteinte le 20 décembre 2009,,.
Les paramètres climatiques de la commune ont été estimés pour le milieu du siècle (2041-2070) selon différents scénarios d'émission de gaz à effet de serre à partir des nouvelles projections climatiques de référence DRIAS-2020. Ils sont consultables sur un site dédié publié par Météo-France en novembre 2022.

## Urbanisme

### Typologie
Au 1er janvier 2024, Filain est catégorisée commune rurale à habitat dispersé, selon la nouvelle grille communale de densité à sept niveaux définie par l'Insee en 2022.
Elle est située hors unité urbaine. Par ailleurs la commune fait partie de l'aire d'attraction de Vesoul, dont elle est une commune de la couronne,. Cette aire, qui regroupe 158 communes, est catégorisée dans les aires de 50 000 à moins de 200 000 habitants,.

### Occupation des sols
L'occupation des sols de la commune, telle qu'elle ressort de la base de données européenne d’occupation biophysique des sols Corine Land Cover (CLC), est marquée par l'importance des forêts et milieux semi-naturels (50,5 % en 2018), en augmentation par rapport à 1990 (48,2 %). La répartition détaillée en 2018 est la suivante : 
forêts (48,4 %), zones agricoles hétérogènes (37 %), prairies (10,8 %), milieux à végétation arbustive et/ou herbacée (2,1 %), zones urbanisées (1,7 %). L'évolution de l’occupation des sols de la commune et de ses infrastructures peut être observée sur les différentes représentations cartographiques du territoire : la carte de Cassini (XVIIIe siècle), la carte d'état-major (1820-1866) et les cartes ou photos aériennes de l'IGN pour la période actuelle (1950 à aujourd'hui).

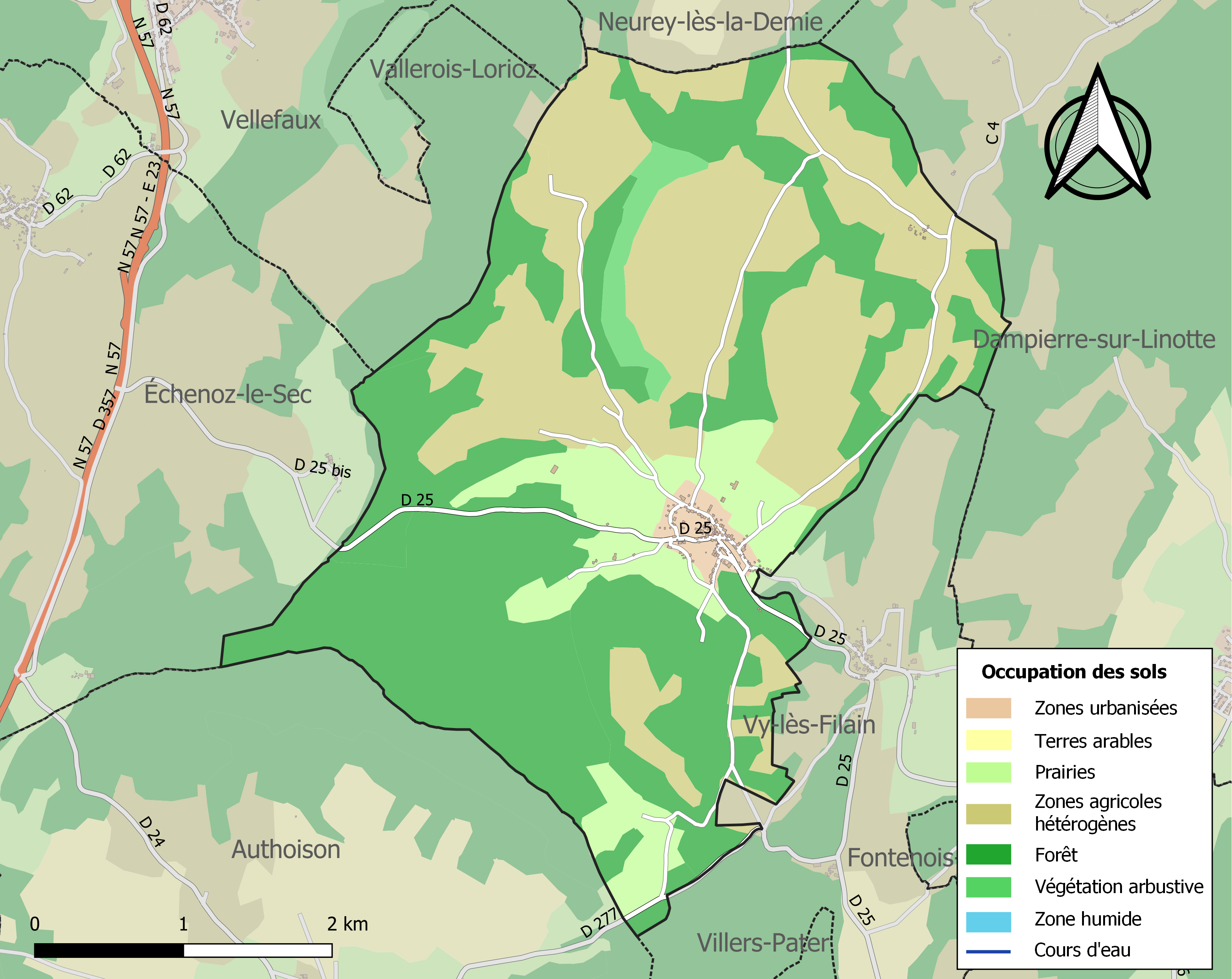
Carte des infrastructures et de l'occupation des sols de la commune en 2018 (CLC).

## Toponymie
Filain provient du latin « Fons Lanæ » qui veut dire fontaine de Laine. La petite rivière de Laine prend sa source à Filain. Le même cours d'eau a donné son nom au hameau qui dépend aujourd'hui de la commune de Vy-les-Filain.

## Histoire

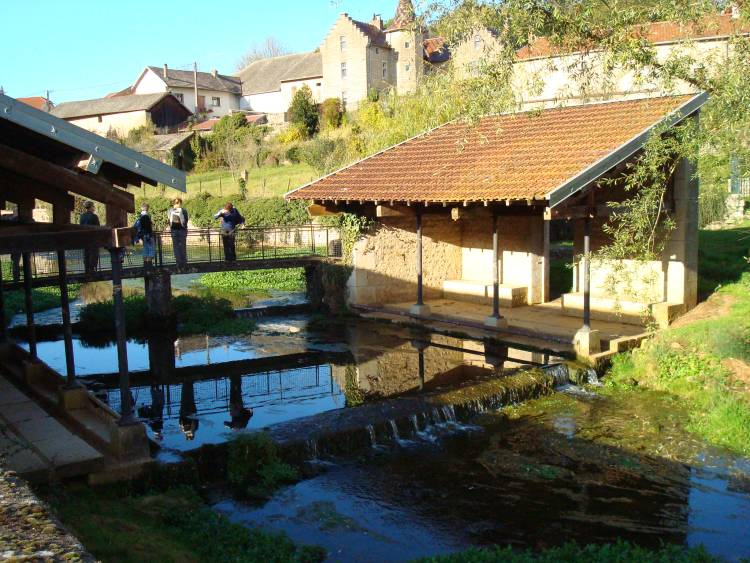
Lavoir de Filain.

Au Moyen Âge, il y eut une famille de gentilshommes portant le nom de Filain : en 1160 vivait Petrus de Folens, en 1225 Petrus Miles Fonis Lanae. Jean et Guy de Filain participent en 1217 à la cinquième croisade En 1420, Claude d'Andelot épousa Marie de Filain, fille d'Antoine de Filain, écuyer. Il parait que là s'arrêta l'existence de cette maison ; on ne la voit plus mentionnée dans les titres du XVIe siècle. Elle portait de gueules à cinq merlettes d'argent. La terre de Filain, après avoir été possédée ensuite par plusieurs familles, passa dans le XVIIIe siècle au marquis Francois-Joseph de Camus, conseiller au parlement de Besançon, qui en fut le dernier seigneur.

## Politique et administration

### Rattachements administratifs et électoraux
La commune fait partie de l'arrondissement de Vesoul du département de la Haute-Saône, en région Bourgogne-Franche-Comté. Pour l'élection des députés, elle dépend de la deuxième circonscription de la Haute-Saône.
Filain faisait partie depuis 1801 du canton de Montbozon. Dans le cadre du redécoupage cantonal de 2014 en France, la commune est rattachée au canton de Rioz.

### Intercommunalité
Filain était membre de la communauté de communes du Pays de Montbozon, créée le 29 décembre 2000.
Dans le cadre de la mise en œuvre du schéma départemental de coopération intercommunale approuvé en décembre 2011 par le préfet de Haute-Saône, et qui prévoit notamment la fusion la fusion des communautés de communes du Pays de Montbozon et du Chanois, afin de former une nouvelle structure regroupant 27 communes et environ 6 500 habitants, la commune est membre depuis le 1er janvier 2014 de la communauté de communes du Pays de Montbozon et du Chanois.

### Liste des maires
| Période                                  | Période   | Identité         | Étiquette | Qualité |
| ---------------------------------------- | --------- | ---------------- | --------- | --- |
| Les données manquantes sont à compléter. |           |                  |           | |
| 1983                                     | 2001      | Gabriel Roussel  |           | |
| mars 2001                                | mars 2008 | Philippe Bouvard |           | |
| mars 2008                                | juin 2020 | Alain Jourdet    | DVD       | Agriculteur Vice-président de la CC du Pays de Montbozon et du Chanois (2014 → 2020) Réélu pour le mandat 2014-2020 |
| juin 2020                                | En cours  | Matthieu Gannard |           | Informaticien |

## Démographie
En 2022, la commune de Filain comptait 219 habitants. À partir du XXIe siècle, les recensements réels des communes de moins de 10 000 habitants ont lieu tous les cinq ans. Les autres « recensements » sont des estimations.
| 1793 | 1800 | 1806 | 1821 | 1831 | 1836 | 1841 | 1846 | 1851 |
| ---- | ---- | ---- | ---- | ---- | ---- | ---- | ---- | ---- |
| 563  | 467  | 557  | 577  | 601  | 579  | 585  | 578  | 586  |

| 1856 | 1861 | 1866 | 1872 | 1876 | 1881 | 1886 | 1891 | 1896 |
| ---- | ---- | ---- | ---- | ---- | ---- | ---- | ---- | ---- |
| 527  | 506  | 504  | 395  | 431  | 403  | 404  | 403  | 386  |

| 1901 | 1906 | 1911 | 1921 | 1926 | 1931 | 1936 | 1946 | 1954 |
| ---- | ---- | ---- | ---- | ---- | ---- | ---- | ---- | ---- |
| 365  | 339  | 329  | 265  | 247  | 229  | 230  | 206  | 188  |

| 1962 | 1968 | 1975 | 1982 | 1990 | 1999 | 2005 | 2006 | 2010 |
| ---- | ---- | ---- | ---- | ---- | ---- | ---- | ---- | ---- |
| 188  | 175  | 159  | 195  | 207  | 226  | 226  | 231  | 221  |

| 2015 | 2020 | 2022 | - | - | - | - | - | - |
| ---- | ---- | ---- | - | - | - | - | - | - |
| 233  | 222  | 219  | - | - | - | - | - | - |

## Culture locale et patrimoine
Filain a été labellisée "Cité de Caractère de Bourgogne Franche-Comté" en 2022.

### Lieux et monuments
- Le château de Filain des XVe siècle et XIXe siècle,  Classé MH (1944)

- L'église Saint-Antide : l'édifice se situe dans le diocèse de Besançon, au sein de l'unité pastorale Mailley Vellefaux. Le curé est M. l'abbé Florent Belin
- La source de la Filaine, affluent de la Linotte.
- Le lavoir au fil de l'eau juste en aval de la source et en face du château.

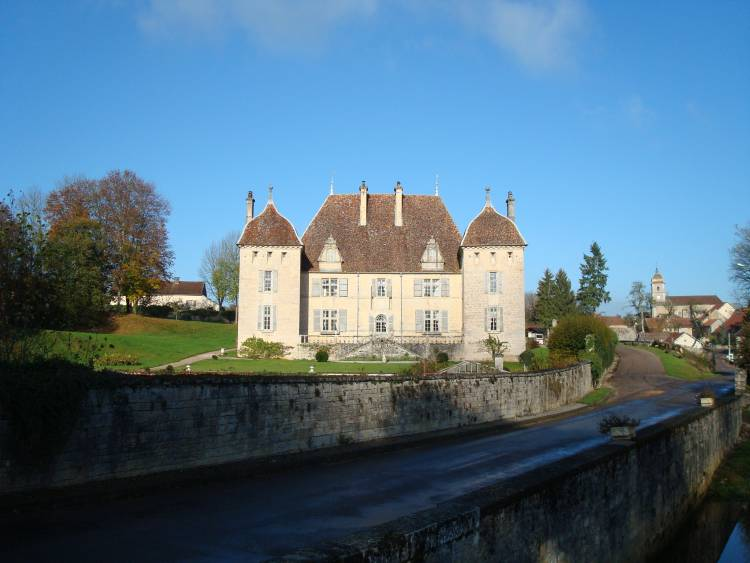
Le château (vue sud-est).
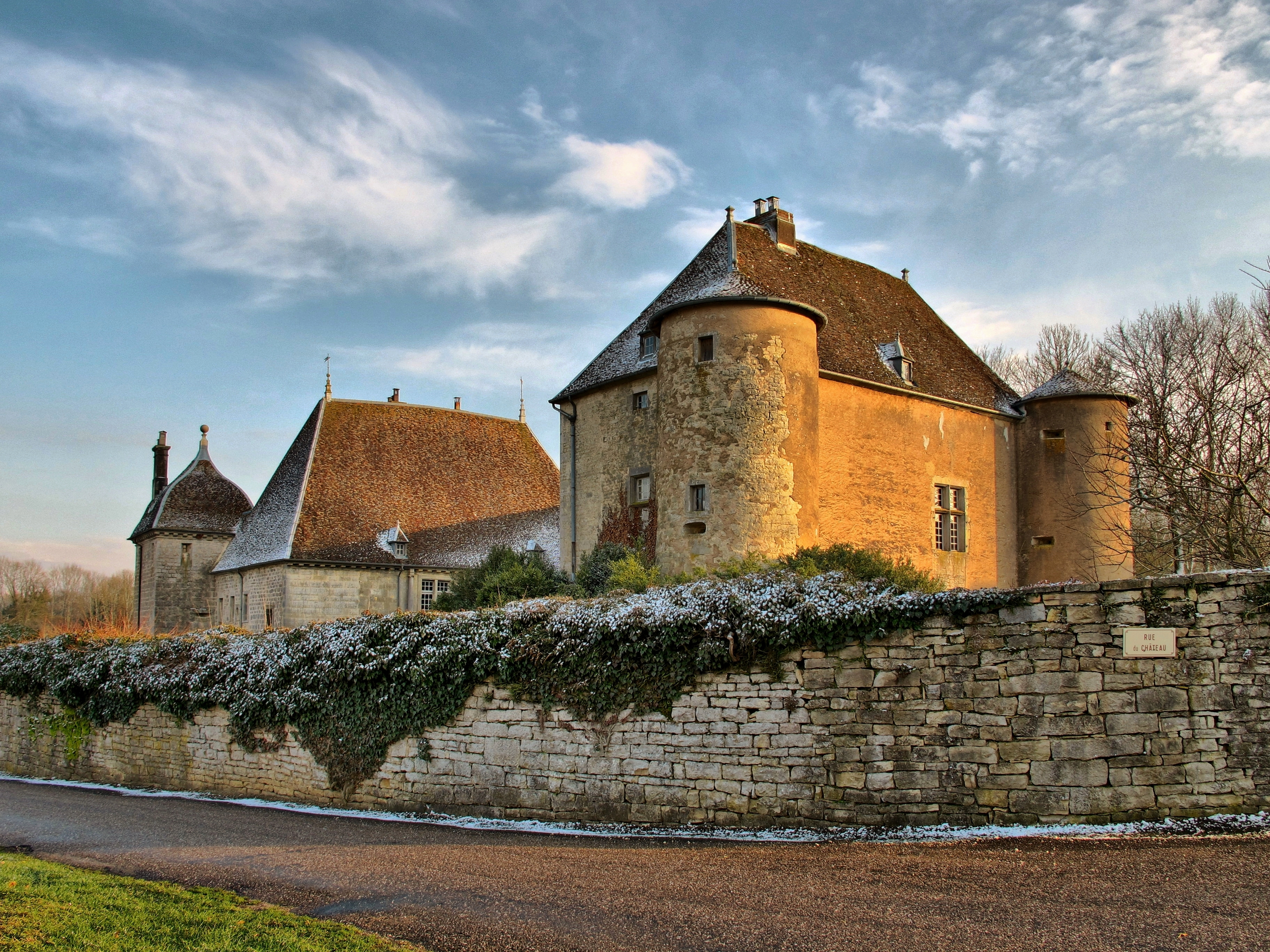
Le château (vue nord-ouest).
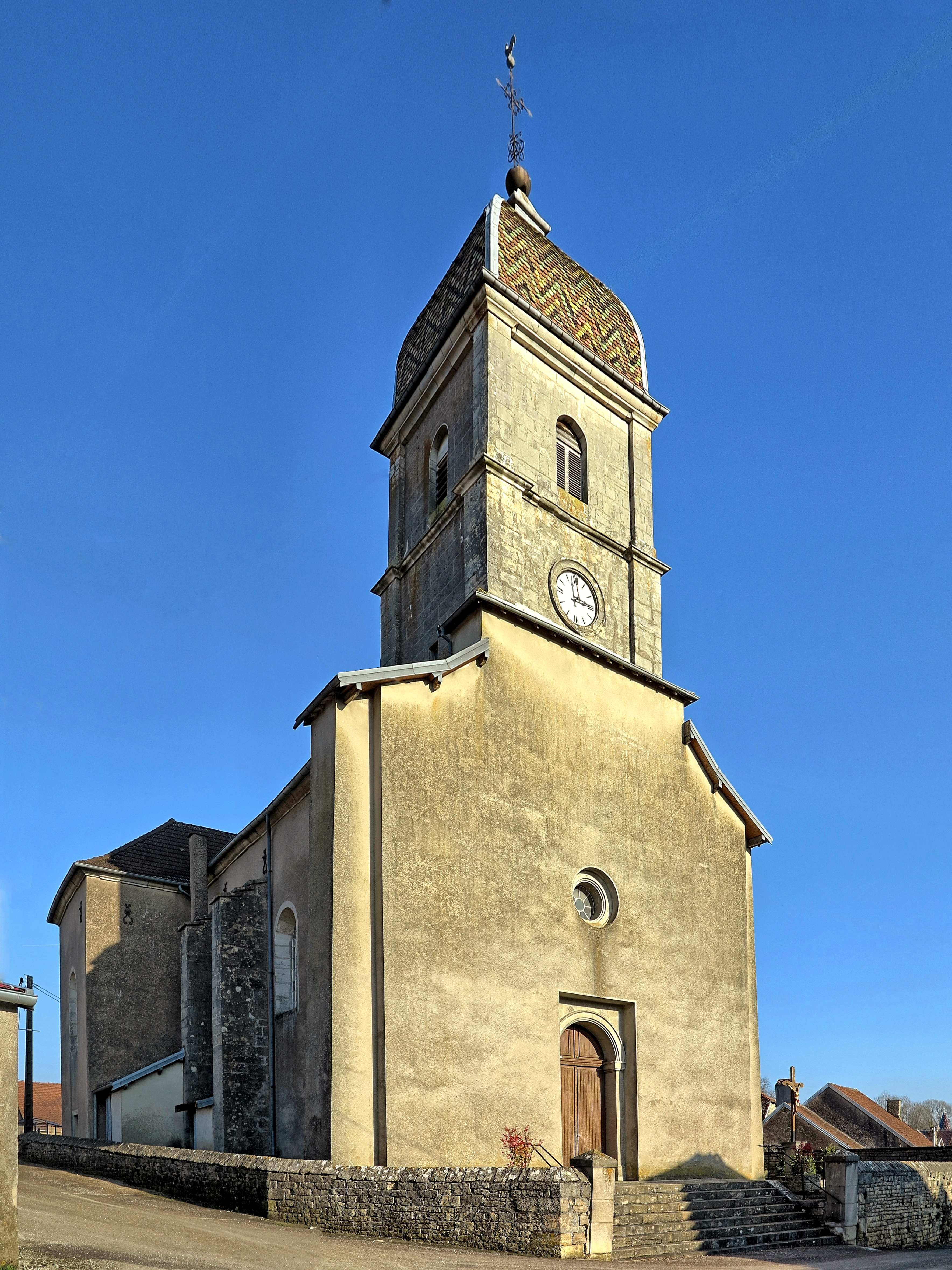
L'église.
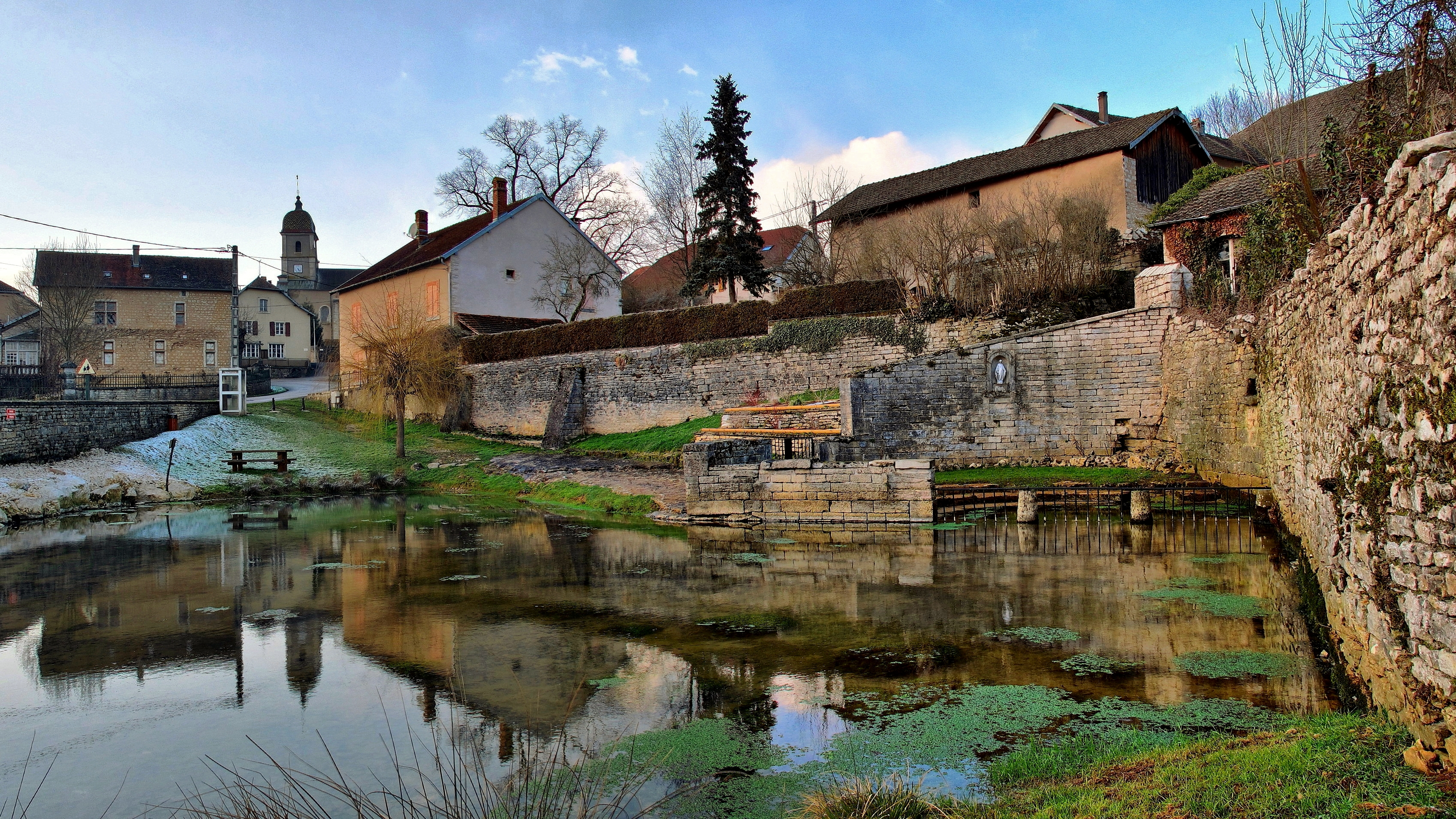
La source de la Filaine.
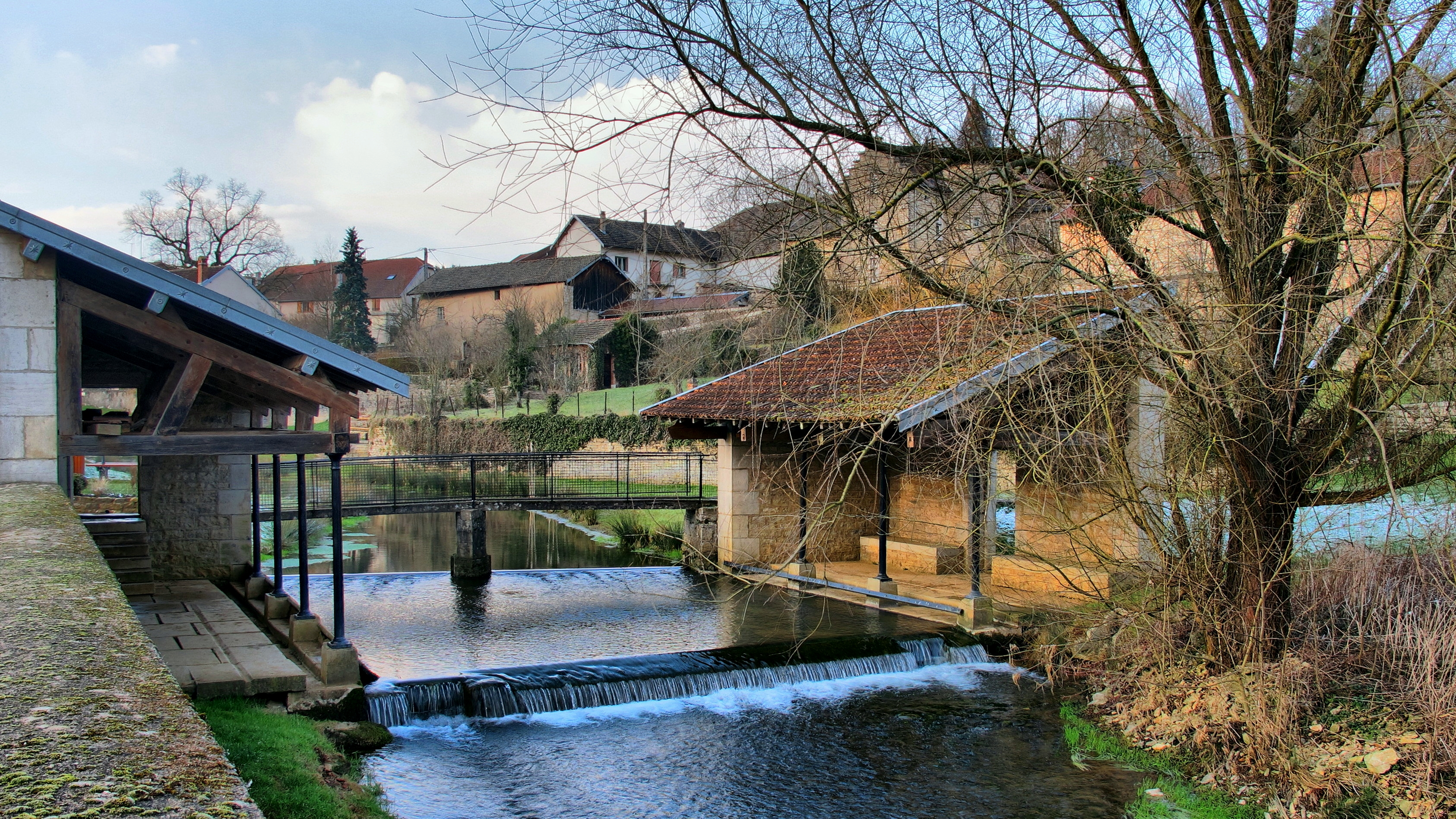
Le lavoir au fil de l'eau sur la Filaine.

Dépendances : le Bas des Vaux (hameau) ; les Goichots (hameau) ; les Monnins (hameau) ; les Ridets (hameau) ; les Foulenots (ferme) ; une maison isolée au lieu-dit les Carrières.

### Personnalités liées à la commune
- Jacob François Marola, général du corps de cavalerie durant la Révolution et durant le Premier Empire, décéda à Filain en 1842.

### Héraldique
La famille de Filain portait pour armes : « De gueules à cinq merlettes d'argent, posées 2, 2 et 1 ».